# Miss Champagne-Ardenne
Miss Champagne-Ardenne est un concours de beauté annuel concernant les jeunes femmes justifiant d'un domicile dans les Ardennes, l'Aube, la Marne ou la Haute-Marne. Il est qualificatif pour l'élection de Miss France, retransmise en direct sur la chaîne TF1, en décembre, chaque année.
À ce jour, aucune Miss Champagne-Ardenne n'a été élue Miss France.

## Histoire
Il n'y a pas eu d'élection en 1988 et 1991.
En 1993, malgré l'absence de Miss Champagne, la région était représentée par une Miss Pays d'Othe.

## Élections locales qualificatives
- Miss Ardennes ;
- Miss Marne ;
- Miss Aube ;
- Miss Haute-Marne.

## Synthèse des résultats
- 1re dauphine: Gisèle Aupetit (1964 ; Miss Champagne)
- 2e dauphine: Danièle Aubry (1955 ; Miss Troyes)
- 3e dauphine: Safiatou Guinot (2017)
- 4e dauphine: Guilène Nancy (1976 ; Miss Champagne); Christine Grégoire (1984 ; Miss Champagne)
- Top 12/Top 15: Laurence Szcewczun (1989) ; Karine Lainé (1990) ; Cécile Brandao (2009) ; Déborah Trichet (2012) ; Louison Thévenin (2024)

## Les Miss
Note : Toutes les données ne sont pas encore connues
| Année | Dénomination            | Nom                   | Âge    | Taille | Résidence            | Classement local et régional                                                                                 | Classement Miss France                                                              | Autres |
| ----- | ----------------------- | --------------------- | ------ | ------ | -------------------- | --- | ----------------------------------------------------------------------------------- | --- |
| 1955  | Miss Troyes             | Danièle Aubry         | 15 ans |        |                      | | 2e dauphine de Miss France 1956                                                     | |
| 1964  | Miss Champagne          | Gisèle Aupetit        |        |        |                      | | 1re dauphine de Miss France 1965                                                    | |
| 1970  | Miss Ardennes           | Dany Martinet         |        |        |                      | |                                                                                     | Prix Maurice de Waleffe lors de l’élection de Miss France 1971 |
| 1970  | Miss Brie-Champagne     | Mercedes Castiblanque |        |        |                      | |                                                                                     | |
| 1971  | Miss Champagne          | Patricia André        |        |        |                      | |                                                                                     | L'union commerciale d’Épernay qui a organisé en 1971 la première élection de Miss Champagne d'après guerre, devait par dérogation de Mme de FONTENAY, présenter Patricia André à l'élection de Miss France 1973 qui se déroulait le 31 décembre 1972 au nouveau Palais des Fêtes de la Ville. À la suite d'un très grave accident de voiture le 27 juillet (18 mois d'hôpital) elle a du être remplacée en cours d'année 1972. Ceci explique le fait rarissime qu'elle fut Miss Champagne 71 et 72, puis que nous trouvions ensuite 2 Miss Champagne 1972, ceci sans destitution |
| 1972  | Miss Champagne          | Ghislaine Louette     |        |        |                      | |                                                                                     | |
| 1975  | Miss Champagne          | Ivana Bonato          |        |        |                      | |                                                                                     | |
| 1976  | Miss Ardennes           | Brigitte Vaucher      |        |        |                      | |                                                                                     | |
| 1976  | Miss Champagne          | Guilène Nancy         |        |        |                      | | 4e dauphine de Miss France 1977                                                     | |
| 1977  | Miss Ardennes           | Isabelle Gonzales     |        |        |                      | |                                                                                     | |
| 1977  | Miss Champagne          | Marina Sennepin       |        |        |                      | |                                                                                     | |
| 1978  | Miss Ardennes           | Christine Louis       |        |        |                      | |                                                                                     | |
| 1978  | Miss Aube               | Nathalie Rousseau     |        |        |                      | |                                                                                     | |
| 1978  | Miss Champagne          | Dominique Corneille   |        |        |                      | |                                                                                     | |
| 1979  | Miss Champagne          | Sophia Mahiou         |        |        |                      | |                                                                                     | |
| 1980  | Miss Ardennes           | Rose-Marie Charbeau   |        |        |                      | |                                                                                     | |
| 1981  | Miss Champagne          | Patricia Lizère       |        |        |                      | |                                                                                     | |
| 1982  | Miss Champagne          | Lydia Landry          |        |        |                      | |                                                                                     | |
| 1983  | Miss Champagne          | Sabine Juy            |        |        |                      | |                                                                                     | |
| 1985  | Miss Ardennes           | Sylvie Boucton        |        |        |                      | |                                                                                     | |
| 1984  | Miss Champagne          | Christine Grégoire    |        |        |                      | | 4e dauphine de Miss France 1985                                                     | |
| 1989  | Miss Champagne-Ardennes | Laurence Szcewczun    |        |        |                      | | Figure parmi les 12 demi-finalistes à l'élection de Miss France 1990                | |
| 1990  | Miss Champagne-Ardenne  | Karine Lainé          |        |        |                      | | Figure parmi les 12 demi-finalistes à l'élection de Miss France 1991                | |
| 1992  | Miss Champagne-Ardenne  | Emmanuelle Gonzales   | 18 ans |        |                      | |                                                                                     | |
| 1993  | Miss Pays d'Othe        | Clarisse Garçonnat    |        |        |                      | |                                                                                     | Elue sous la dénomination de Miss Pays d'Othe. Elle succède à Miss Bourgogne-Nord et Miss Champagne-Ardenne |
| 1994  | Miss Champagne-Ardenne  | Valérie Krywalski     | 23 ans |        |                      | |                                                                                     | |
| 1995  | Miss Champagne-Ardenne  | Cendrine Guyot        | 18 ans |        | Jasseines            | |                                                                                     | Elle est la sœur aînée de Cécile élue en 1998 Prix du charme pétillant Raoul Collet à l'élection de Miss France 1996 |
| 1996  | Miss Champagne-Ardenne  | Nathalie Frère        |        |        |                      | |                                                                                     | |
| 1997  | Miss Champagne-Ardenne  | Sophie Marty          | 20 ans | 1,76 m |                      | |                                                                                     | |
| 1998  | Miss Champagne-Ardenne  | Cécile Guyot          | 20 ans | 1,80 m | Jasseines            | |                                                                                     | |
| 1999  | Miss Champagne-Ardenne  | Candice Labbé         | 18 ans | 1,71 m | Reims                | |                                                                                     | |
| 2000  | Miss Champagne-Ardenne  | Marion Destenay       |        |        | Sedan                | 1re dauphine de Miss Champagne-Ardenne 1999                                                                  |                                                                                     | |
| 2001  | Miss Champagne-Ardenne  | Anne Sophie Valentin  |        |        | Châlons-en-Champagne | |                                                                                     | |
| 2002  | Miss Champagne-Ardenne  | Alexandra Royer       | 22 ans |        | Saint-Dizier         | |                                                                                     | |
| 2003  | Miss Champagne-Ardenne  | Estelle Deheurle      |        |        |                      | |                                                                                     | |
| 2004  | Miss Champagne-Ardenne  | Maryline Lambert      | 20 ans | 1,80 m |                      | |                                                                                     | Elle était donnée comme favorite à l’élection de Miss France 2005 par Geneviève de Fontenay. Maryline Lambert a été sélectionnée comme faisant partie des finalistes, abandonna le concours pour des raisons personnelles 3 jours avant l’élection et ne fut pas remplacée (la région Champagne-Ardenne ne fut alors pas représentée lors de l'élection cette année). |
| 2005  | Miss Champagne-Ardenne  | Cindy Perrin          | 23 ans | 1,75 m | Balan                | |                                                                                     | |
| 2006  | Miss Champagne-Ardenne  | Ophélie Mouchène      | 24 ans | 1,74 m | Montcy-Notre-Dame    | Miss Ardennes 2004 2éme dauphine de miss Champagne- Ardenne 2004 1ere dauphine Miss Champagne - Ardenne 2005 |                                                                                     | |
| 2007  | Miss Champagne-Ardenne  | Déborah Lopez         | 19 ans | 1,77 m | Sedan                | Miss Ardennes 2007                                                                                           |                                                                                     | Prix de L'Élégance Balnéaire à l'élection de Miss France 2008 |
| 2008  | Miss Champagne-Ardenne  | Émilie Collomb        | 19 ans | 1,72 m | Proverville          | |                                                                                     | |
| 2009  | Miss Champagne-Ardenne  | Cécile Brandao        | 22 ans | 1,72 m | Bar-sur-Aube         | | Figure parmi les 12 demi-finalistes à l'élection de Miss France 2010 et termine 10e | |
| 2010  | Miss Champagne-Ardenne  | Kelly Renson          | 19 ans | 1,70 m | Vendeuvre-sur-Barse  | |                                                                                     | |
| 2011  | Miss Champagne-Ardenne  | Sarah Huard           | 21 ans | 1,71 m | Reims                | |                                                                                     | |
| 2012  | Miss Champagne-Ardenne  | Déborah Trichet       | 22 ans | 1,82 m | Rethel               | Miss Ardennes 2012                                                                                           | Figure parmi les 12 demi-finalistes à l'élection de Miss France 2013 et termine 8e  | |
| 2013  | Miss Champagne-Ardenne  | Louise Bataille       | 18 ans | 1,78 m | Reims                | Miss Marne 2013                                                                                              |                                                                                     | |
| 2014  | Miss Champagne-Ardenne  | Melissa Cervoni       | 20 ans | 1,77 m | Vanault-les-Dames    | 2e dauphine de Miss Marne 2014                                                                               |                                                                                     | Julie Campolo a d'abord été élue puis destituée par le comité Miss France pour s'être présentée à l'élection régionale 5 fois auparavant alors que le maximum est de 3 participations. C'est sa 1re dauphine Mélissa Cervoni qui récupère le titre. |
| 2015  | Miss Champagne-Ardenne  | Océane Pagenot        | 20 ans | 1,71 m | Reims                | Miss Marne 2015                                                                                              |                                                                                     | Prix de l'élégance à l’élection de Miss France 2016 |
| 2016  | Miss Champagne-Ardenne  | Charlotte Patat       | 19 ans | 1,82 m | Reims                | Miss Marne 2016                                                                                              |                                                                                     | |
| 2017  | Miss Champagne-Ardenne  | Safiatou Guinot       | 20 ans | 1,70 m | Reims                | 2e dauphine de Miss Marne 2017                                                                               | 3e dauphine à Miss France 2018                                                      | |
| 2018  | Miss Champagne-Ardenne  | Paméla Texier         | 22 ans | 1,71 m | Sillery              | Miss Marne 2017 2e dauphine de Miss Champagne-Ardenne 2017                                                   |                                                                                     | |
| 2019  | Miss Champagne-Ardenne  | Lucille Moine         | 18 ans | 1,73 m | Charleville-Mézières | Miss Ardennes 2019                                                                                           |                                                                                     | |
| 2020  | Miss Champagne-Ardenne  | Gwenegann Saillard    | 21 ans | 1,70 m | Sainte-Savine        | Miss Aube 2017 4e dauphine de Miss Champagne-Ardenne 2017                                                    |                                                                                     | 2e ex aequo au test de culture générale avec Miss Côte d'Azur |
| 2021  | Miss Champagne-Ardenne  | Léna Massinger        | 20 ans | 1,70 m | Reims                | |                                                                                     | |
| 2022  | Miss Champagne-Ardenne  | Solène Scholer        | 20 ans | 1,80 m | Châlons-en-Champagne | |                                                                                     | 2e au test de culture générale |
| 2023  | Miss Champagne-Ardenne  | Noa Dutitre           | 21 ans | 1,70 m | Reims                | Miss Marne 2023                                                                                              |                                                                                     | 3e au test de culture générale |
| 2024  | Miss Champagne-Ardenne  | Louison Thévenin      | 23 ans | 1,85 m | Sainte-Savine        | Miss Aube 2019 2e dauphine de Miss Champagne-Ardenne 2019 Candidate Miss Lorraine 2021                       | Figure parmi les 15 demi-finalistes à l'élection de Miss France 2025 et termine 14e | Prix de l'éloquence à l’élection de Miss France 2025 |

## Palmarès par département depuis 2002
- Marne : 2008, 2011, 2013, 2014, 2015, 2016, 2017, 2018, 2021, 2022, 2023 (11)
- Ardennes : 2004, 2005, 2006, 2007, 2012, 2019 (6)
- Aube : 2003, 2009, 2010, 2020, 2024 (5)
- Haute-Marne : 2002 (1)

## Palmarès à l’élection Miss France depuis 2000
- Miss France :
- 1re dauphine :
- 2e dauphine :
- 3e dauphine : 2018
- 4e dauphine :
- 5e dauphine :
- 6e dauphine :
- Top 12 puis 15 : 2010, 2013, 2025
- Classement des régions pour les 10 dernières élections (Miss France 2015 à 2024) : 26esur 30[Note 1].

## A retenir
- Meilleur classement de ces 10 dernières années : Safiatou Guinot, 3e dauphine de Miss France 2018.
- Dernier classement réalisé : Louison Thévenin, demi-finaliste de Miss France 2025.
- Dernière Miss France : Aucune Miss France.